# Vladímir Zajarkin
Vladímir Zajarkin (a veces transcrito como Zakharkin o Zacharkin) es un pintor ruso, nacido en 1923 en Gebier Rajsan y activo en Moscú. 
Estudio en el Instituto Surikov de Moscú, con A. Osmiorkin, H. Maksímov, y P. Kotov hasta 1950.
Afamado retratista, ha expuesto en exposiciones colectivas de artistas rusos en Inglaterra, Polonia, Austria, Alemania, Holanda y Francia.
Obras expuestas en los museos de Barnaul, Tscheboksary, Taganrog, Rostow-am-Don, Jaroslawl y Krasnodar.